# Phoroncidia biocellata
Phoroncidia biocellata là một loài nhện trong họ Theridiidae.
Loài này thuộc chi Phoroncidia. Phoroncidia biocellata được Eugène Simon miêu tả năm 1893.